# 戦闘序列の一覧

世界で進行中の武力紛争の場所
大規模戦争、現在または過去1年で1万人以上が死亡
戦争、現在または過去1年で1000～9999人が死亡
小規模紛争、現在または過去1年で100～999人が死亡
小競り合いと衝突、死者数は100人未満

この戦闘序列の一覧は戦闘または作戦に参戦していた軍部隊を掲載した記事を開始日を基準とした時系列順に配列したものである。

## 戦争・戦闘
| 記事                                         | 交戦勢力                                | 日付                     | 戦争                          |
| -------------------------------------------- | --------------------------------------- | ------------------------ | ----------------------------- |
| モルヴィッツの戦いにおける戦闘序列           | ハプスブルク帝国・ プロイセン王国       | 1741年4月10日            | オーストリア継承戦争          |
| コトゥジッツの戦いにおける戦闘序列           | ハプスブルク帝国・ プロイセン王国       | 1742年5月17日            | オーストリア継承戦争          |
| キャンパーダウンの海戦における戦闘序列       | グレートブリテン王国・ バタヴィア共和国 | 1797年10月11日           | フランス革命戦争              |
| 南京攻略戦の戦闘序列                         | 大日本帝国・ 中華民国                   | 1937年12月4日 - 12月13日 | 日中戦争                      |
| ダイアデム作戦戦闘序列                       | 連合国・ ドイツ国                       | 1944年5月11日 - 6月4日   | イタリア戦線 (第二次世界大戦) |
| コブラ作戦の戦闘序列                         | アメリカ合衆国・ ドイツ国               | 1944年7月25日 - 31日     | 西部戦線 (第二次世界大戦)     |
| 第四次中東戦争における戦闘序列               | イスラエル・ エジプト・ シリア          | 1973年10月6日 - 10月23日 |                               |
| 2022年ロシアのウクライナ侵攻における戦闘序列 | ロシア・ ウクライナ                     | 2022年2月24日 - 現在     |                               |

## 大日本帝国陸軍
| 記事                 | 発令          |
| -------------------- | ------------- |
| 上海派遣軍戦闘序列   | 1937年8月15日 |
| 北支那方面軍戦闘序列 | 1937年8月31日 |
| 中支那方面軍戦闘序列 | 1937年12月1日 |
| 第五軍戦闘序列       | 1937年12月7日 |
| 駐蒙兵団編組         | 1938年1月4日  |

## 中華民国国民革命軍
- 国民革命軍戦闘序列 (1937年)
- 国民革命軍戦闘序列 (1938年)
- 国民革命軍戦闘序列 (1939年)
- 国民革命軍戦闘序列 (1944年)